# カタンガ共和国

カタンガ国
État du Katanga（フランス語）
Inchi Ya Katanga（スワヒリ語）

国の標語: "Force, espoir et Paix dans la Prospérité"
(フランス語)
繁栄における力と希望と平和国歌: La Katangaise（フランス語）
カタンガ人よ

1961年時点でのコンゴの勢力地図。緑がカタンガ

カタンガ国（カタンガこく、フランス語: État du Katanga）は、1960年7月11日にカタンガ部族連合（CONAKAT）指導者モイーズ・チョンベがコンゴ共和国（現コンゴ民主共和国）からの分離独立を宣言して成立させた国家である。カタンガ新政府は支配地域の住民から満足な支持を得られず、特にルバ族が居住する北部においてその傾向が顕著であった。現在はカタンガ州としてコンゴ民主共和国の一部となっている。

独立宣言はベルギー政府と密接な関係を持つ大企業及び6,000以上の兵力のベルギー軍に後援されて行われた。カタンガはコンゴの最も豊かで開発された地域の一つだった。この地域が離脱した結果、コンゴ共和国は政府の収入の大部分を失うことになった。チョンベ指揮下のカタンガ憲兵隊とは別に、他国出身の訓練された白人から成る傭兵部隊が編成された。

## カタンガ国の成立

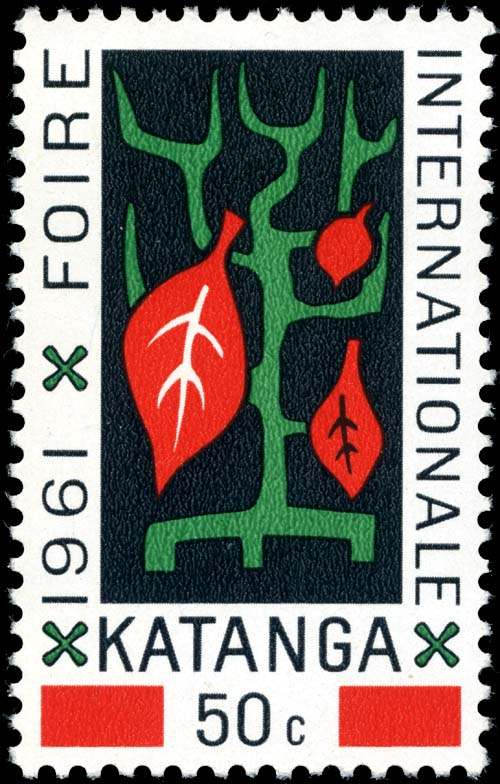
1961年に発行されたカタンガの切手。カタンガは万国郵便連合には未加盟であったが、この切手は国際郵便で許容された

1960年6月30日にベルギー領コンゴが解体され、コンゴ共和国が独立した。しかし、この新国家は成立直後から難局に直面することになる。同年7月11日にモイーズ・チョンベが国家の収入の約50%を占める裕福な地域、カタンガの分離独立を宣言した。チョンベと彼の当時の関係者によると、国家の混乱状態から脱出するためと、首相のパトリス・ルムンバを共産主義の手先と見なしたのがこの行動の原因だった。続いてカタンガ政府は彼らの一方的な独立宣言をサポートするように、ベルギーに軍事援助を要請した。チョンベはソビエト連邦と対立している立場上、コンゴ情勢において利害を共有していると感じてアメリカ合衆国にもサポートを求めた。
カタンガの一方的な独立宣言から1週間も経たぬうちにルムンバは国連事務総長ダグ・ハマーショルドに向けて電報を送った。「緊急の軍事援助」を要請し、独立後の危機はベルギーの陰謀によって引き起こされていると非難した。イギリスとフランスは国際連合がコンゴ国連軍（ONUC）を派遣する構想にあまり気乗りしない態度を示した。また、ポルトガルと南アフリカ連邦は国連軍の構想そのものに公然と敵対的な態度を示し、カタンガ国に対する干渉に反対し続けた。

## 国連軍の展開
首相ルムンバからの要請に応じた国連安全保障理事会は7月14日に、ベルギー軍がコンゴ、主にカタンガから撤退するように要求する国連安保理決議第143号を採択した。ルムンバはもし2日以内にベルギー軍が撤退しない場合にはソ連にサポートを求めると述べて圧力を掛けた。国連は迅速に対応してONUCが編成された。最初のONUCは翌15日に到着したが、その任務についてルムンバと国連の間に意見の相違があった。コンゴ軍の秩序が崩壊していたので、ルムンバは武力でカタンガを征服するためにONUCの力を利用したいと考えていた。決議第143号の文章を参照したルムンバはハマーショルドに「あなたの個人的な解釈に反して、これらの文章からカタンガの反乱政府を征服するために国連軍を用いることが出来るのは明らかである」と訴える手紙を送った。ハマーショルドは分離主義活動を国内の政治問題と位置付けていたし、国連憲章の第2章では武力介入は禁止されていた。
国連は7月22日に国連安保理決議第145号を採択してコンゴが「単一国家」であるべきと断言し、ベルギー軍がコンゴから撤退するようにより強く迫った。8月9日に採択した国連安保理決議第146号でカタンガの存在について初めて言及し、内部紛争の結果に影響を与えるものにならないと再確認する一方で、ONUCのカタンガ駐留を認めた。
9月14日にジョゼフ＝デジレ・モブツが起こした無血クーデターでパトリス・ルムンバは失脚した。その後に逮捕されたルムンバはモブツによってカタンガ国家が首都を置くエリザベートヴィルに送り込まれ、1961年1月17日にチョンベらカタンガ政府閣僚3人の目の前でカタンガ憲兵隊の手で処刑された。
ルムンバの死から1ヶ月後、1961年2月21日に採択された国連安保理決議第161号は悪化する人権状況に対処して本格的な内戦の勃発を防止するために、ONUCの部隊に武力行使を含むあらゆる措置を講じる可能性を認めたものであった。同年11月24日に米国とソ連の一致で採択された国連安保理決議第169号ではカタンガが独立国家であるとの言い分を「完全に拒絶」して、「法と秩序の回復と維持においてコンゴ中央政府を支援」するために、ONUCの部隊にあらゆる措置を講じることを認めた。

## 傭兵戦争
1961年2月には、モイーズ・チョンベはカタンガにおける彼の立場を強化するために、近隣諸国からより多くの外国人傭兵を輸入し始めた。国際社会では「傭兵問題」と呼ばれ、ONUCがどのように対処するかが主要な関心事だった。以前はベルギーから送られてきた117人の白人志願兵がチョンベの指揮下にあるカタンガ陸軍に勤務していた。2月にこれらの「違法戦闘員」が排除されたが、その代わりに500人近くのイギリス、フランス、南アフリカ、ローデシアからの不正規の部隊が配置されることになった。彼らの多くが憲兵隊内で任務を割り当てられ、この他には主に南アフリカ白人の戦士で構成され、「インターナショナル・カンパニー」の名で知られる親チョンベの部隊が編成された。
約5,000人強のONUC配下の第99インド歩兵師団が首都に派遣されたが、白人傭兵がONUCに対する攻撃を開始して深刻な戦闘が発生した。ハマーショルドは1961年4月5日にカタンガにおけるベルギー人の傭兵の行為を批判し、ONUCに挑発的なチョンベを非難した。そのわずか3日後にはベルギー人と南アフリカ人の憲兵が平和維持に従事するエチオピア人部隊が駐留するカタンガ北部の町、カバロを襲撃した。4月30日にカタンガは敵対行為を停止することでONUCと合意に達した。
6月には、カタンガ国大統領チョンベはコンゴの指導者が集まった会議に出席した後、自分の国へ戻るために飛行機に搭乗しようとしたところ逮捕された。チョンベは自宅軟禁下に置かれ、コンゴ政府に対する反乱を扇動し、武器や航空機を違法に押収し、カタンガ・フランを発行することで貨幣を偽造したとして起訴された。チョンベはカタンガとコンゴの他の領域を再統一するための誓約書に署名することで釈放された。
8月から9月にかけて、ONUCは政権を支える主力になっていると見なした傭兵兵士やベルギー人政治顧問を逮捕し、強制的にカタンガから追放するための2つの作戦を実行した。最初の作戦を担当したONUCのインド人部隊は血を流さずに多人数を捕獲することに成功した。何人かの傭兵は後に戻ってきたが、合わせて約300人の逮捕者がコンゴから追放された。
9月中旬にジャドヴィルにおいて、ONUCのアイルランド人部隊が兵数に勝るカタンガ憲兵隊と6日間に及ぶジャドヴィルの包囲戦を繰り広げた末に敗北して捕らえられた。カタンガは戦争捕虜としてアイルランド兵の拘留を続けた。カタンガの空軍はONUCの部隊が駐留するジャドヴィル、エリザベートヴィル、カミナを対象に機銃掃射を行い、成果を収めた。
細々と和平交渉は続けられ、その過程で停戦を協議するために飛び立った国連事務総長ダグ・ハマーショルドの搭乗機が9月18日に北ローデシアのンドラ空港に着陸しようとする手前で謎の墜落事故を起こしてしまい、ハマーショルドを含めて搭乗者全員が死亡してしまうという悲劇（1961年国連チャーター機墜落事故）もあった。
ハマーショルドの後任にウ・タントが就任した後も和平交渉は続けられた。しかし、引き延ばし戦術を行っていると見て激怒したタントはカタンガに経済制裁を課した。怒りに満ちたチョンベは12月19日、これに抗議して交渉から撤退した。

## カタンガ国の消滅
1962年12月24日、エリザベートヴィル近郊でカタンガ憲兵隊とONUCの衝突が発生した。年が変わる前にONUCはエリザベートヴィルを制圧し、その直後に停戦合意が成立した。ところが、ONUCのインド人部隊は本部からの命令に背いてジャドヴィルを急襲した。ジャドヴィルの制圧後、ONUC兵士による残虐行為が発生した。この時に道路の検問所でベルギー人女性2人がインド人警備員からの発砲を受けて車中で殺害されるなど、民間人の死傷者も出てしまった。
カタンガ憲兵隊や主にフランス人や南アフリカ人で構成される残りの傭兵部隊は「焦土作戦」に従うように指示を受けていたが、これを無視してアンゴラに逃れた。1963年1月21日、モイーズ・チョンベは敗北を認め、最後の拠点としていたコルヴェジに国連職員が入ることに同意した。地雷を撤去し、全ての武装支持者に武器を放棄するように指示を出した。チョンベはカタンガ国指導者としての最後の声明の中で「ここ2年半の間、諸君は敵と二度、勇ましく戦ってきた。現在、彼らは圧倒的な優位性を築いている。･･･」と述べた。

## アメリカ合衆国の関与
ソ連にサポートを求めたことで、パトリス・ルムンバはアメリカにとって最悪の事態を招くことになる人物として危険視されるようになった。アメリカ大統領アイゼンハワーと彼の政権の閣僚は独立宣言の中で勢力を伸張するソ連と戦う意思を公言したカタンガをコンゴにおける最後の「反共の砦」と見なすようになった。エリザベートヴィル駐在のアメリカ領事は彼の政府を承認しないことを「敵意として解釈すべきではない」とチョンベに伝えるように指示された。
アイゼンハワーの後継であるケネディはアメリカの庇護下に樹立されたコンゴ中央政府のシリル・アドゥラ政権を支持し、前任者とは対照的に、カタンガの分離活動を終結させるように努める政策を推し進めた。カタンガの分離活動が終了した1963年1月21日に、ケネディは「分離の終わりが･･･合衆国やコンゴとアフリカ全体の未来に関心を持つ全ての人々に暖かく歓迎されている。この分離は争いの主要な原因となり、ここ2年半もの間、コンゴの進歩にとって障害になっていた。」と公式声明を発表した。